# تپه شیخ احمد
تپه شیخ احمد مربوط به دوره اسلامی قرن ۴ تا ۶ ه.ق است و در شهرستان پیرانشهر، بخش مرکزی، دهستان پیران، روستای بادین آباد واقع شده است. این اثر در تاریخ ۳۰ دی ۱۳۸۵ با شمارهٔ ثبت ۱۶۸۳۳ به عنوان یکی از آثار ملی ایران به ثبت رسیده است.